# ضاحية بويكوه
ضاحية بويكوه (بالإنجليزية: Buikwe District)‏ هي منطقة في المنطقة الوسطى من أوغندا. تم تسميتها على اسم "المدينة الرئيسية"، بويكوه، حيث يقع مقر الضاحية.

## الموقع
يحد منطقة بويكوي ضاحية كايونغا من الشمال، وضاحية جينجا من الشرق، وضاحية بوفوما من الجنوب الشرقي، وجمهورية تنزانيا من الجنوب، وضاحية موكونو من الغرب. يقع المقر الرئيسي للمنطقة في بويكوه على بعد حوالي 60 كيلومترًا (37 ميلًا)، عن طريق البر، شرق كامبالا، عاصمة أوغندا وأكبر مدينة في البلاد. يقع هذا الموقع على بعد حوالي 14 كيلومترًا (8.7 ميل)، عن طريق البر، جنوب شرق لوجازي، أقرب مدينة كبيرة. إحداثيات المنطقة هي: 00 21 شمالًا، 33 02 شرقًا.

## التاريخ
تم إنشاء مقاطعة بويكوه بموجب قانون صادر عن البرلمان وبدأت عملياتها في 1 يوليو 2009. وقبل ذلك، كانت جزءًا من مقاطعة موكونو.

## السكان
قدر التعداد السكاني الوطني لعام 1991 عدد سكان المنطقة بحوالي 250.500 نسمة. قدر التعداد الوطني لعام 2002 عدد سكان ضاحية بويكوه بحوالي 329.900 نسمة. وفي عام 2012، قُدر عدد سكان الضاحية بنحو 429,600 نسمة.